# エターナルズ (映画)
『エターナルズ』（原題: Eternals）は、マーベル・コミックの同名の種族をベースとした、2021年のアメリカ合衆国のスーパーヒーロー映画。マーベル・スタジオが製作し、ウォルト・ディズニー・スタジオ・モーション・ピクチャーズが配給する、マーベル・シネマティック・ユニバースの第26作目。クロエ・ジャオが監督、ジャオとパトリック・バーリー、ライアン・フィルポ、マシュー・フィルポが脚本を務め、ジェンマ・チャン、リチャード・マッデン、クメイル・ナンジアニ、リア・マクヒュー、ブライアン・タイリー・ヘンリー、ローレン・リドロフ、バリー・コーガン、ドン・リー、キット・ハリントン、サルマ・ハエック、アンジェリーナ・ジョリーらが出演する。

## あらすじ
遥か太古、6つの特異点が生まれる前に絶対的存在であるセレスティアルズが誕生し、宇宙に最初の太陽を生み出したことにより宇宙に光をもたらした。そのセレスティアルズによって生み出され、邪悪な捕食生命体であるディヴィアンツから、人類を守ることを命じられた不死・不老の宇宙種族；エターナルズは7000年以上人類を見守りつつ文明の発展を支え、時に導いていた。
遂にディヴィアンツを殲滅したエターナルズは解散し、そのまま地球で密かに数百年間暮らしていた。
しかし、5年前にサノスが引き起こしたデシメーションから人類が復活した後、再び姿を現したディヴィアンツを倒すため再度集結することとなる。

## 登場人物・キャスト

### エターナルズ
セルシ
演 - ジェンマ・チャン、日本語吹替 - 恒松あゆみ
コズミック・エネルギーによる物質変換能力を持ち、人類に親和性と共感性を抱いているエターナル。現代では博物館の職員を装い地球に溶け込んでいる。また、何世紀にもわたってイカリスと恋愛関係にあった過去があったが別れており、現代ではスプライトと二人でロンドンで暮らし、博物館の同僚のデイン・ウィットマンと交際中である。数百年ぶりにディヴィアンツが現れ、イカリスと再会したことを機にエターナルズへと戻り、やがて“プライム・エターナル”に選ばれる。
なお、演じたチャンは以前『キャプテン・マーベル』でミン・エルヴァを演じていた。
イカリス
演 - リチャード・マッデン、日本語吹替 - 川田紳司
浮遊飛行能力と目からレーザービームの投射能力、超人的な力を持っているエターナルズの最強の戦士にして戦術的リーダー。カリスマ性があり、チームからの信頼も厚いが、任務に対する強い想いから仲間としばしば衝突することがある。セルシとは以前恋人同士だったが、とある事情から別れてしまう。ロンドンに現れたディヴィアンツを追っている最中、セルシとスプライトと再会し、エターナルズを再結成するべく共に立ち上がる。
キンゴ
演 - クメイル・ナンジアニ、日本語吹替 - 杉田智和
手先からコズミック・エネルギーの光球を発射できるエターナル。スプライトが幻影を使って語るおとぎ話と名声に魅了されたキンゴは、現代にてインドのボリウッド映画のスターとなったが、イカリスの要請に応じ再びエターナルズに参加する。
スプライト
演 - リア・マクヒュー、日本語吹替 - 金子睦
外観は12歳の子供であるように見えるが、見た目よりも強くて賢く、コズミック・エネルギーによるリアルな幻影の投影能力を持つエターナル。現代ではロンドンでセルシと暮らしている。
ファストス
演 - ブライアン・タイリー・ヘンリー、日本語吹替 - 後藤光祐
コズミック・エネルギーによる発明能力を持った発明家であるエターナル。人類の技術的進歩を密かに支援してきたが、後述の経緯から人間を見限ったこともあり、現代では夫と息子がおり、日々人間の善良な心を見つけようと努力している。
ファストスはMCUでゲイとして描かれた最初のスーパーヒーローである。
マッカリ
演 - ローレン・リドロフ、日本語吹替 - なし
コズミック・エネルギーを動力源とする神速並の超高速移動能力を使い惑星を偵察したり、それを応用した戦闘を得意とするエターナル。古代都市バビロンに停泊している宇宙船“ドーモ”に潜み暮らしていたため、メンバーとは数百年会っていない。人懐っこく、特にドルイグとは親密な仲にある。
マッカリはMCUで最初の聴覚障害者のスーパーヒーローである。
ドルイグ
演 - バリー・コーガン、日本語吹替 - 内山昂輝
コズミック・エネルギーを使い他人の心をマインドコントロールできるエターナル。ディヴィアンツを全滅させた後、争いを止めない人間達に干渉できない自分たちの掟に失望してチームを離脱し、メンバーとは数百年間距離を置き、アマゾンの奥地にて村を作り暮らしている。
ギルガメッシュ
演 - ドン・リー、日本語吹替 - 稲田徹
コズミック・エネルギーの外骨格を形成して拳を強化し、驚異的な怪力を発揮できる最強のエターナルで、優しい性格の持ち主であるパワーファイター。セナとは何世紀もオーストラリアで共に暮らしている。
エイジャック
演 - サルマ・ハエック、日本語吹替 - 戸田恵子
人類の文明の進歩を助けるエターナルズの賢明で精神的なリーダーで、セレスティアルズと唯一交信できるプライム・エターナル。コズミック・エネルギーによる治癒能力を持つ。セルシ達が訪ねてくる数日前に、ディヴィアンツによってエネルギーを吸い取られ殺されてしまった。
セナ
演 - アンジェリーナ・ジョリー、日本語吹替 - 深見梨加
コズミック・エネルギーで あらゆる武器を形成する能力と洗練された戦闘術を持ち、何世紀にもわたってギルガメッシュとの緊密な関係を築いているエターナル。

### 現代でのエターナルズの関係者
デイン・ウィットマン
演 - キット・ハリントン、日本語吹替 - 花輪英司
現代でロンドン自然史博物館で働いている人間の男性。セルシと交際しているが、複雑な家系を持つ。
カルーン・パテル
演 - ハーリッシュ・パテル、日本語吹替 - 杉野田ぬき
現代でのボリウッドでのキンゴの付き人兼マネージャー。何台もカメラを所持してキンゴに同行する。
ベン・ストス
演 - ハーズ・スレイマン、日本語吹替 - 前田一世
ファストスの夫。
ジャック・ストス
演 - イーサイ・ダニエル・クロス、日本語吹替 - 正垣湊都
ファストスとベンの息子。

### セレスティアルズ
アリシェム
声 - デビッド・ケイ、日本語吹替 - 根本泰彦
6つの特異点が生まれる前に誕生し、宇宙に最初の太陽を生み出したプライム・セレスティアル（第一天界人）。新たなセレスティアルズを誕生させるべく、エターナルズとディヴィアンツを作った。

### ディヴィアンツ
クロ
声 - ビル・スカルスガルド、日本語吹替 - てらそままさき
ディヴィアンツのリーダー。エターナルズのコズミック・エネルギーを吸収し、その能力と自我と知能を身に付け、復讐のためにエターナルズを狙う。

### その他
エロス / スターフォックス
演 - ハリー・スタイルズ、日本語吹替 - 石川界人
ミッドクレジットシーンに登場。タイタン星の王子にしてサノスの弟である、宇宙を旅する冒険家と称される。突如ドーモ内に家臣のピップと共にテレポートで現れ、セナ、マッカリ、ドルイグに、アリシェムに連れ去られたセルシらの居場所を教えようとする。
ピップ・ザ・トロール
演 - パットン・オズワルト、日本語吹替 - 西村太佑
ミッドクレジットシーンに登場。エロスの家臣であるトロール。酒を飲み酔っ払いながら、突如ドーモ船内にテレポートしてセナ達の前に現れる。
エリック・ブルックス / ブレイド
声 - マハーシャラ・アリ（クレジットなし）、日本語吹替 - 諏訪部順一
ポストクレジットシーンに登場。剣に触れようとしたデインに何処からか声を掛ける。
この他にゼイン・アル＝ラフィーアもメソポタミア文明の少年役で出演している。

## 設定・用語

### 種族・生物
エターナルズ
遥か太古、絶対的存在であるセレスティアルズによって生み出された不死・不老の宇宙種族。本作に登場する10人は7000年以上前に地球に降り立ち、ディヴィアンツから人類を守りつつ、様々な技術を教え人類を発展させていった。全員がコズミック・エネルギー由来の超能力を持っている。
他作品との関連として、ドラマ『ロキ』のS1一話にて、「自覚のないロボットがいるのか？」と存在が示唆されていた。
マアド・ウィアリー
意識や記憶が混濁し周囲に襲い掛かる、退行状態のようになってしまうといった作中でセナが発症した病気。
ディヴィアンツ
知的生命体の天敵とされる怪物。多くの星々に襲来し、知的生命体を捕食している存在で、これの殲滅がエターナルズの使命の一つである。
セレスティアルズ
この世の創造より以前に出現し、新たな銀河と周辺の星に生命を生み出したとされる古代種族。

### アイテム・武器・ビークル
エターナルズのアイテム・宇宙船

エボニー・ブレイド
ポストクレジット・シーンで、デインが取り出した大剣。

#### 銃火器
- ライフル
  - 火縄銃
  - Lee-Speed Sporter
  - ウィンチェスターM70
- ショットガン
  - モスバーグM500
  - モスバーグ590 Mariner
  - レミントンM870
    - レミントン 870 フィールドマスター

  - ウィンチェスターM1300
  - ウィンチェスターM1897

### 地球の地域・施設

#### アジア
イラク
中東に位置する、西アジアの国家。紀元前5000年のメソポタミアには、地球に遣わされた10人のエターナルズがはじめて降り立っており、描写された限りでは、紀元前575年頃までバビロンで暮らしながら、ディヴィアンツとの戦いに身を投じていた。また、バビロンの空中庭園にはドーモが隠され、現代においては廃墟と化した空中庭園もろとも砂漠に埋没していた。
パータリプトラ
グプタ帝国の首都だった都市。西暦400年において、セルシとイカリスが仲間たちに見守られながら挙式した。
ムンバイ
インドのマハーラーシュトラ州に位置する都市。現代においてキンゴが暮らし、ボリウッド業界で長年にわたり映画製作に励んでいる。
広島
日本の中国地方に位置する広島県の県庁所在地である都市。1945年にファストスは、自分が与えた技術で生み出された原子爆弾がこの都市に落とされて大勢の命を奪ったことで、自分を責めて人間を見限った過去があった。
ソコトラ群島
イエメンが領有するインド洋に浮かぶ群島。物語のクライマックスで、ティアマットの出現地点となり、その影響で島の一つでは火山が噴火し、ティアマットが出現しはじめると大津波が発生。火山の跡地からは、ティアマットの左手が露出した。
この島で、ティアマット出現を巡る決戦が繰り広げられる。
ティアマット
インド洋から“出現”したセレスティアル。

#### ヨーロッパ
ロンドン
イギリスの首都。現代ではセルシがスプライトと2人で暮らし、ロンドン自然史博物館で学芸員として働きながら同僚のデインと交際している。物語前半では、リージェンツ運河から出現したクロと、セルシたちやイカリスの戦いがカムデン・タウンで繰り広げられ、物語ラストではハムステッド・ヒース公園でデインがセルシからティアマット出現阻止の顛末を聞かされると共に、彼女がアリシェムに連れ去られる瞬間に直面する。
グレンフィナン高架橋
スコットランド北西部のハイランドにある鉄道高架橋。ファストスからティアマットの出現地点探知を頼まれたマッカリが超高速で通過する。

#### 北アメリカ
アラスカ
アメリカ最北端にある州。現代ではここの氷河で、クロをはじめとする6体のディヴィアンツが何世紀も氷漬けになっていたが、本編のティアマット“出現”の影響で発生した地震で氷が解けたことで復活し、その場にいた油田の作業員たちやイカリスの造反に遭ったエイジャックを殺害する。
エイジャックの棲家
アメリカサウスダコタ州の牧場に構えられた一軒家。現代においてエイジャックが乗馬などに興じながら暮らしており、一時期はスプライトも住んでいた。
ストス邸
アメリカイリノイ州シカゴの一角に構えられた、ファストスがベンやジャックと共に暮らす一軒家。庭やガレージが配されており、ファストスの技術によって家屋の壁面はイカリスのレーザービームでも破壊できないほどの強度でコーティングされている。
テノチティトラン
かつて存在していたアステカの首都。1521年にエターナルズは、この地でディヴィアンツ全滅に成功したものの、これによる任務の終了やセナのマアド・ウィアリー発症、現地で発生した人類同士の闘争と虐殺を目の当たりにしたことが遠因となって解散した。

#### 南アメリカ
ドルイグの村
ドルイグがアマゾン奥地に築いた村落。現代においてドルイグは、この村を治める長として村人たちがお互いに傷つけ合わないよう彼らの心を操って平和を保っていたが、有事の際に備えて、ライフルやショットガンが自衛用の武器として置かれている。
セルシたちが来訪した後に、彼女たちを狙ったクロらディヴィアンツが出現し、戦地となった結果、ギルガメッシュがクロの手にかかり、生命を落とし、彼の火葬が行われる。

#### オーストラリア
ギルガメッシュの家
オーストラリアの原野の岩肌に構えられた一軒家。現代において、ギルガメッシュがセナの面倒を見ながら彼女と共に暮らしていた。

## 製作

### 企画
2018年4月、マーベル・スタジオの社長であるケヴィン・ファイギは、スタジオがジャック・カービーのマーベル・コミックシリーズの『エターナルズ』を原作とした映画を製作し、マーベル・シネマティック・ユニバースのフェーズ4で公開すると語った。また、マーベルは複数の脚本家と会い、映画はキャラクターのセルシに焦点を当てているとも言われていた。マーベルはマシュー・K・ファーポとライアン・ファーポが1ヶ月後に台本を書くように設定した。脚本の概要にはセルシとイカリスのラブストーリーが含まれていた。2018年6月、ファイギはマーベルがMCUの歴史を通して神話や伝説のインスピレーションとなるエターナルズの「SFにおいての古代宇宙種族の種類」を探求することに興味があると語った。
2018年8月下旬、本作の監督の最終候補がクロエ・ジャオ(『ブラック・ウィドウ』の監督の最終候補にも挙がっていた。)、ニコル・カッセル、クリスティーナ・ガジェゴとシーロ・ゲーラのペア、トラヴィス・ナイトの4組に絞られた。1ヶ月後、ジャオは本作の監督に正式に就任し、マーベルは彼女とのミーティングに感銘を受け、彼女が他のスタジオのプロジェクトを引き受ける可能性を心配し、すぐに彼女を監督に確定させるために動いた。また、多様性のあるキャストを起用しエターナルズを描いたため、マーベルは『キャプテン・マーベル』などのプロジェクトと共に、本作をMCUの「完全な変わり目」であると考えた。2019年2月、ファイギはカービーのコミックの「数万年にわたるエターナルズの巨大な叙事詩」のためにキャラクターに興味を持っていることを繰り返した。マーベルは『アベンジャーズ』のような個別のキャラクターのクロスオーバーでのアンサンブルではなく、『ガーディアンズ・オブ・ギャラクシー』のような最初から多くのアンサンブルが組み込まれている作品の製作を計画し、さらに、『ガーディアンズ・オブ・ギャラクシー』、『アベンジャーズ』で行われた「世界の大多数が知らないキャラクター」を紹介することも計画した。

### プリ・プロダクション
2019年3月、アンジェリーナ・ジョリーがキャストに加わった。2019年4月、クメイル・ナンジアニとマ・ドンソクがキャストに加わった。また、本作にはマーベル映画初の同性愛者のスーパーヒーローが登場する予定だと報道された。2019年5月、リチャード・マッデンがイカルス役でキャストに加わり、翌月にはサルマ・ハエックもキャストに加わった。2019年7月、バラエティはジョリー、マッデンの他に、ミリー・ボビー・ブラウンがキャストに加わったと報じたが、ブラウンはこの報道を即座に否定した。2019年7月後半、ファイギはサンディエゴ・コミコンで、本作のアメリカ合衆国での公開日が2020年11月6日に決定したと発表した。さらにファイギは、ジョリー、ナンジアニ、ドンソク、マッデン、ハエックがそれぞれセナ、キンゴ、ギルガメッシュ、イカルス、アジャクを演じ、ローレン・リドロフがマッカリとして、ブライアン・タイリー・ヘンリーがファストスとして、リア・マクヒューがスプライトとしてキャストに加わったことを発表した。コミコンには発表されたキャスト陣が登壇した。ファイギは、本作にLGBTQのキャラクターが登場することを正式に発表した。

### 撮影
2019年7月の公式発表までに、主要な撮影はイギリスのバッキンガムシャーにあるパインウッド・スタジオで開始した。2019年8月、ジェンマ・チャンとバリー・コーガンが出演交渉を行った。チャンは『キャプテン・マーベル』でミン・エルヴァを演じていたが、本作では別のキャラクターを演じた。同月のD23エキスポでチャンとコーガンがそれぞれセルシとドルイグを演じ、さらに、キット・ハリントンがデイン・ウィットマンとして出演することが発表された。

## 公開
本作は、ウォルト・ディズニー・スタジオ・モーション・ピクチャーズの配給で2020年11月6日に米国公開が予定されていた。しかし新型コロナウイルスの影響による『ブラック・ウィドウ』の公開延期を受けて、2021年2月12日に延期となった。2020年9月29日、日本公開日が2021年10月29日と発表された。しかし、更に延期となり、『シャン・チー/テン・リングスの伝説』と公開順を入れ替え2021年11月5日となった。
ウォルト・ディズニー・カンパニーは2021年9月10日に同年公開予定作品のスケジュールを発表し、本作品について、公開から45日間は劇場独占とする方針を明らかにした。これにより、MCU作品としては同じく劇場独占公開となった『シャン・チー/テン・リングスの伝説』に続き、2作品連続で映画館での公開が確約されることになった。その後、日米共に2022年1月12日から動画配信サービスのDisney+にて、見放題作品として追加することを発表した。

### 上映禁止
監督のクロエ・ジャオの出身国である中華人民共和国（中国）では本作品の上映が絶望視されている。これはジャオが過去に中国政府を批判する発言をしていたことが判明したためと報じられており、実際に同じくジャオが製作に携わり、アジア人初のアカデミー監督賞を受賞した『ノマドランド』が同国内での上映を急遽取り止めた経緯がある。
2021年11月、サウジアラビアやカタールなど、一部の中東諸国においても、同月11日から公開を予定していた本作品の上映が禁止になったと、アメリカのオンラインマガジンであるDeadline.comなどが報じた。イスラム圏では同性愛や異性愛を問わず、「親密なシーン」を削除したバージョンを公開することになっていたが、一部の国では検閲官からそれ以上のカットを要求され、ディズニーがそれを断ったことから、上映許可が下りなかったためとしている。

## 評価
本作は賛否両論となっている。Rotten Tomatoesによれば、397件の評論のうち高評価は47%にあたる185件で、平均点は10点満点中5.6点、批評家の一致した見解は「野心的なスーパーヒーロー叙事詩で、緊張感よりも空を舞う方がやや多い『エターナルズ』は、MCUに対して、興味をそそり、時には困惑させるような新しい方向性を示している。」となっている。
Metacriticによれば、62件の評論のうち、高評価は20件、賛否混在は37件、低評価は5件で、平均点は100点満点中52点となっている。
本作は同性愛者のキャラクターが登場するという理由で、その性的少数者の表現が気に入らない一部の人（ホモフォビア）によって劇場公開前から映画批評サイトで低評価を大量につける荒らし（ Review bomb）の被害に遭った。IMDbでは星1つのレビューが大量に投稿され、中には映画を鑑賞していない人によるレビューもあったとされている。